# Marguerite de Foix-Candale
Marguerite de Foix-Candale (* 1473 in Foix; † 9. August oder 9. Dezember 1536 in Castres) war durch Heirat Markgräfin und Regentin der Markgrafschaft Saluzzo.

## Leben

### Herkunft und Heirat
Marguerite war das jüngste Kind von Jean IV. de Foix-Grailly, Graf von Bénauges und Earl of Kendal, und dessen Ehefrau Margaret Kerdeston, einer Nichte des ersten Duke of Suffolk. Ihr Vater hatte im Hundertjährigen Krieg auf der Seite Englands gekämpft und war in der Schlacht von Castillon gefangen genommen worden. Nach seiner Freilassung kehrte er nach Frankreich zurück, wo er in der Folge König Ludwig XI. diente.
Marguerite hatte drei ältere Geschwister: Gaston II., Graf von Bénauges, Jean de Foix-Candale und Catherine, die Karl, den Grafen von Armagnac, heiratete.
Als Marguerite 19 Jahre alt war, entsandte Markgraf Ludwig II. von Saluzzo Gioffredo Caroli, um um ihre Hand anzuhalten. Ludwig war 52 Jahre alt und nach dem Tod seiner ersten Ehefrau Giovanna di Monferrato 1590 verwitwet. Aus dieser ersten Ehe entstammte lediglich eine Tochter, Margarete. Trotz der mehr als 30 Jahre Altersunterschied wurde im Dezember 1492 der Ehevertrag geschlossen.

### Markgräfin von Saluzzo
Marguerite reiste nach Saluzzo, wo sie als neue Markgräfin empfangen wurde und das Schloss "La Castiglia" bezog, das ihr Ehemann für diesen Anlass hatte ausbauen lassen. Am 20. März 1495 wurde der erste Sohn und Erbe Michael Anton geboren. Es folgten vier weitere Söhne, von denen drei das Erwachsenenalter erreichten.
Die selbstbewusste und willensstarke Markgräfin begann ihren Einfluss auf alle Angelegenheiten der Markgrafschaft auszuweiten. Ihr Ehemann erkannte ihr Talent und benannte sie als Regentin im Falle seiner Abwesenheit oder seines Todes.
Im Sommer 1502 traf sie ihre Nichte Anne de Foix-Candale, die Tochter ihres Bruders Gaston, in Carmagnola. Sie befand sich auf dem Weg zu ihrem Ehemann, König Vladislav II. von Ungarn. Marguerite begleitete sie bis nach Venedig.

### Regentin von Saluzzo
Am 27. Januar 1504 starb Marguerites Ehemann Ludwig mit 65 Jahren in Genua. Die 31-jährige Witwe erklärte öffentlich, dass sie sich nicht wieder verheiraten wolle und beauftragte den Künstler Antoine Morel damit, das gotische Grabmal in der Grabkapelle für Ludwig in der Chiesa di San Giovanni in Saluzzo fertigzustellen.

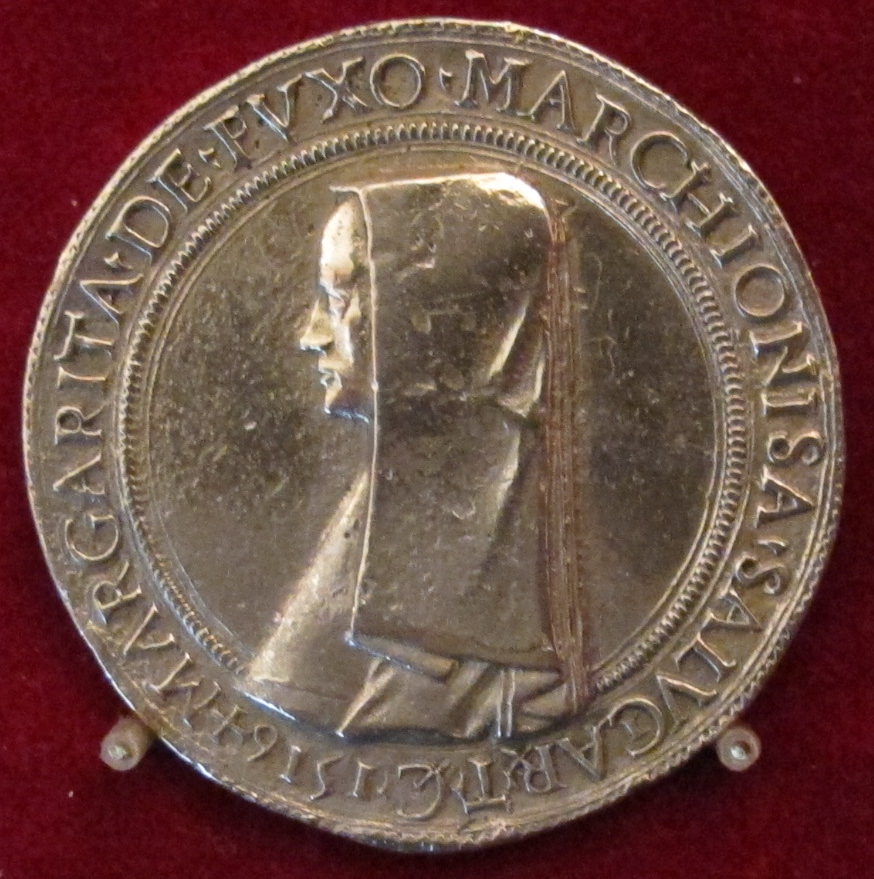
Medaille mit dem Bildnis Marguerites, 1516

Marguerite übernahm in der Folge die Regentschaft für ihren neunjährigen Sohn Michael Anton und wurde zur unbestrittenen Schlichterin der öffentlichen Angelegenheiten Saluzzos. Ihre einflussreiche Position behielt sie trotz Unterbrechungen und Niederlagen bis zu ihrem Tode bei. Sofort bestätigte sie Francesco Cavassa im Amt des Beraters und Verwesers, der den flämischen Maler Hans Clemer mit dem Bild der Madonna della Misericordia beauftragte, in der auch Marguerite, Ludwig und Michael Anton dargestellt wurden. Der Maler fertigte auf den Wunsch Marguerites auch die Fresken in der Kapelle des Palazzo di Revello, ihrem bevorzugten Sommersitz, an.
Inzwischen wurde die Markgrafschaft zwischen den Gebietsansprüchen von Savoyen und Frankreich bedrängt. Marguerite verließ sich auf den König von Frankreich, ihren Verwandten, und bot Franz I. bei dessen Besuch in Mailand 1515 persönlich ein politisches Bündnis und militärische Unterstützung an. Auch nach der Volljährigkeit ihres Sohnes Michael Anton, der sich wenig für die Regierungsgeschäfte interessierte, behielt Marguerite ihre Macht bei. 1516 wurde sogar eine Münze in Carmagnola geprägt, auf der sie allein dargestellt wurde, zuvor war sie stets gemeinsam mit ihrem Mann dargestellt worden. Das Bild ist umgeben mit der Schrift „Margherita De Fuxo, Marchesa di Saluzzo, Tutrix e Curatrix“.
1522 näherte sich die kaiserliche Armee Karls V. der Markgrafschaft und der Kommandant Prospero Colonna forderte von der Regentin 30.000 Dukaten und einen Treueeid. Marguerite gab nicht nach, der politische Druck zwang sie jedoch, mit ihrem Sohn nach Frankreich zu fliehen. Sie kehrten 1526 zurück, bereits zwei Jahre später starb Michael Anton. Ihm folgte sein jüngerer Bruder Johann Ludwig als Markgraf nach, dieser hatte ein eher schlechtes Verhältnis zu seiner Mutter.
Die letzte Phase ihres Lebens war von Phasen großer Unzufriedenheit der Untertanen und Marguerites hartnäckigem Kampf mit ihren Kindern, an der Macht zu bleiben, geprägt.

### Letzte Jahre
1529 begab Marguerite sich nach Frankreich, nach ihrer Rückkehr zog sie in das Schloss von Revello. 1531 zwang sie das schlechte Verhältnis mit ihren Kindern und die aggressiven Aktionen der savoyischen Streitkräfte dazu, nochmals nach Frankreich zu fliehen. Sie zog sich in das Schloss von Castres zurück, ein Gut, das ihr von König Franz I. übertragen worden war. Dort starb sie je nach Quelle am 9. August oder 9. Dezember 1536 im Alter von 63 Jahren, ohne nach Saluzzo zurückgekehrt zu sein. Sie wurde in der Kathedrale von St. Benoît in Castres beigesetzt.
Alle Söhne Marguerites regierten in Saluzzo, jedoch hatte keiner von ihnen legitime Nachkommen. Nach dem Tod des letzten Markgrafen Gabriel 1548 fiel Saluzzo zunächst an Frankreich und später an Savoyen.

## Ehe und Nachkommen
Aus der Ehe Marguerites mit Ludwig II. von Saluzzo entstammten fünf Söhne:
- Michael Anton Ludwig (1495–1528), ab 1504 Markgraf von Saluzzo
- Johann Ludwig  (1496–1563), ab 1528 Markgraf von Saluzzo, vertrieben und abgesetzt
- Franz (1498–1539), ab 1529 Markgraf von Saluzzo, 1537 abgesetzt
- Adrian (1499–1501)
- Gabriel (1501–1548), 1537–1543 letzter Markgraf von Saluzzo, vertrieben